# Sakoi Shinya
Shinya Sakoi (sinh ngày 8 tháng 5 năm 1977) là một cầu thủ bóng đá người Nhật Bản.

## Sự nghiệp câu lạc bộ
Shinya Sakoi đã từng chơi cho FC Tokyo, Yokohama FC và Montedio Yamagata.